# Sebastian Bocchi
Sebastian Bocchi (...) è un ex giocatore di football americano svizzero che ha giocato nel ruolo di defensive back.